# Грегори (Квинсленд)
Грегори (англ. Gregory) — населённый пункт («сельский город») в районе Шир Берк, штат Квинсленд, Австралия.

## География
Грегори находится на одноимённой реке в 120 км (по автодороге) от районного центра — Берктауна. 

## Население
По данным переписи 2016 года, население Грегори составляли 72 человека. Из них 54.8% были мужчины, а 45.2% — женщины. Средний возраст населения составлял 35 лет. 